# Fruits (magazine)
Pour les articles homonymes, voir Fruit.

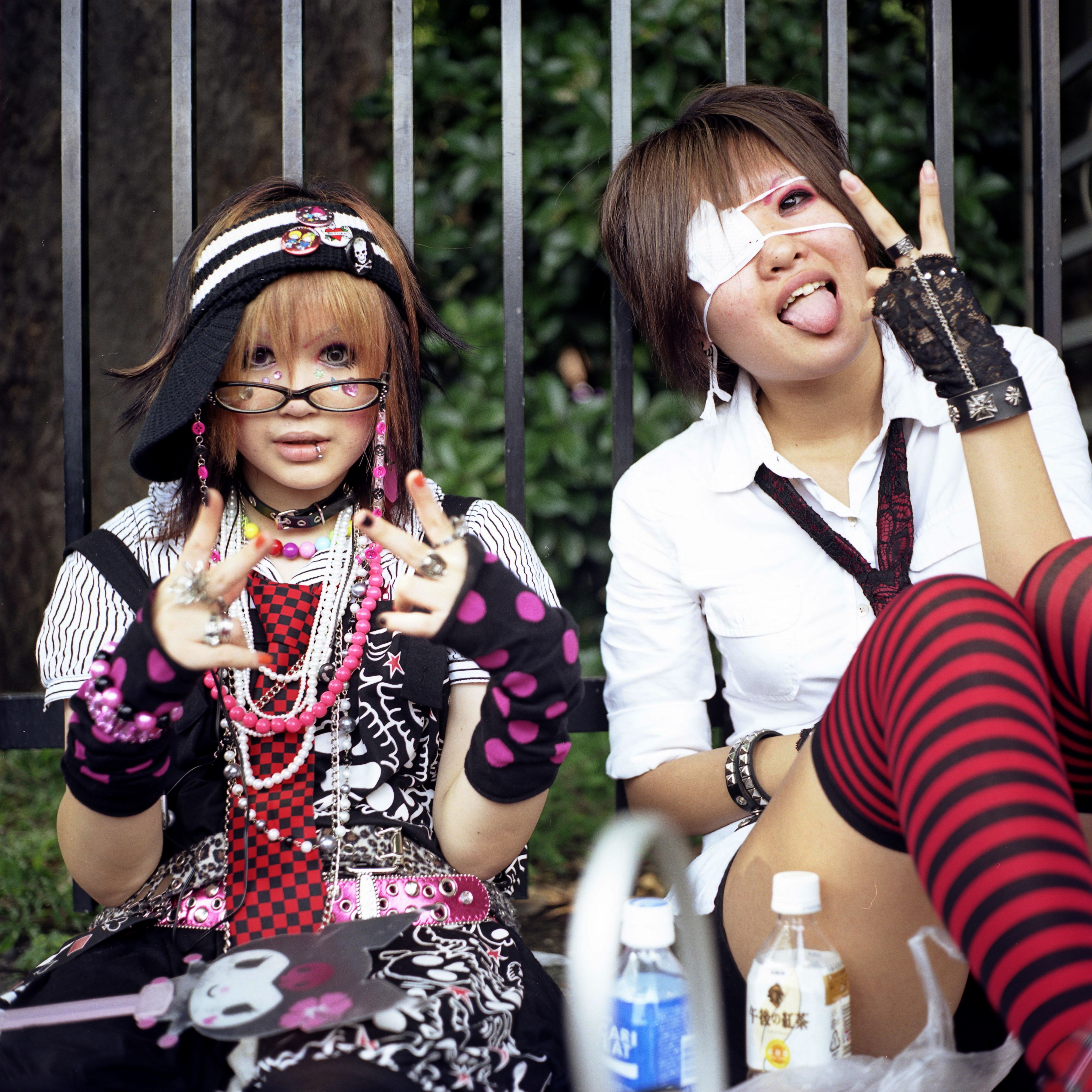
Deux personnes habillées à la mode Kawaii popularisée par Fruits.

FRUiTS est un magazine de photographie de mode de rue japonais créé en 1997 par le photographe Shoichi Aoki.
Il donne son nom au style Fruits, qui comme son nom l'indique est une mode de rue qui prône une tenue vestimentaire riche en couleur, excentrique mais ne cherchant à imiter ni un groupe de musique ni un personnage quelconque. Les tenues sont toutes dans le thème du Kawaii (mignon en japonais) avec un esprit un peu enfantin. Les codes principaux de cette mode sont la superposition, les couleurs et le mélange de style.
Plus tard, ce style sera une grande inspiration pour le style Décora, reprenant les mêmes principes mais avec beaucoup plus d'accessoires.
Le magazine cesse sa publication en 2007, Shoichi Aoki estimant qu'« il n'y [avait] plus de jeunes cool à photographier ».
En 2023, Fruits est réédité numériquement en anglais.